# U 505 (1941)
El U 505 es un submarino (U-Boot) que perteneció a la Kriegsmarine del tipo IXC que combatió en la Segunda Guerra Mundial y fue capturado el 4 de junio de 1944 por el grupo de tareas 22.3 de la Armada de los Estados Unidos. Sus libros de códigos, su máquina Enigma y otros materiales secretos a bordo, sirvieron a los aliados para descifrar los códigos alemanes.
Todos los tripulantes excepto uno del U 505 (que falleció en la acción), fueron rescatados por el grupo de tareas. El submarino fue remolcado hasta Bermuda en secreto, su tripulación fue internada en un campo de prisioneros de los Estados Unidos, negándoles el acceso hasta a visitantes de la Cruz Roja Internacional para asegurar que el secreto de la captura del submarino no fuese revelado. La Armada estadounidense clasificó su captura como "top secret", o "Alto Secreto", y pretendía evitar así que Alemania tuviese conocimiento de la misma.
En 1954, el U 505 fue donado al Museo de la ciencia y la Industria de Chicago, Illinois donde se preserva como buque museo.
Es uno de los seis U-Boot que fueron capturados por las fuerzas aliadas durante la Segunda Guerra Mundial, y uno de los cuatro, que sobreviven como buques museo. Actualmente es un barco museo en Chicago. Es el único submarino del tipo IXC que pervive.

## Historia previa a su captura
La quilla del U 505 fue colocada el 12 de junio de 1940 por Deutsche Werft, de Hamburgo, Alemania. Fue botado el 25 de mayo de 1941 y asignado el 26 de agosto a las órdenes del Kapitänleutnant (Kptlt.) Axel-Olaf Loewe. El 6 de septiembre de 1942, Loewe fue relevado por el Kptlt. Peter Zschech. El 24 de octubre de 1943, el Oberleutnant zur See Paul Meyer tomó el mando en alta mar, debido a que el capitán del submarino, Kptlt. Zshcech, se suicidó durante un ataque con cargas de profundidad disparándose en la cabeza en la sala de control del submarino. Paul Meyer comandó el submarino durante dos semanas, hasta que fue relevado el 8 de noviembre por el Oberleutnant (Oblt). Harald Lange. Lange comandó el buque hasta su captura el 4 de junio de 1944.
El buque realizó doce patrullas a lo largo de su carrera, en las que hundió ocho buques, con un total de 44 962 t. De los ocho buques, tres eran estadounidenses, dos británicos, uno noruego, uno holandés y uno colombiano.

### Primera patrulla
Tras los ejercicios iniciales junto a la 4ª flotilla de U-Boot realizados desde el 26 de agosto de 1941 hasta el 31 de enero de 1942, el U 505 fue asignado como buque de primera línea a la 2ª flotilla de U-Boot el 1 de febrero. No obstante, inició su primera patrulla desde Kiel el 19 de enero, mientras estaba realizando oficialmente un entrenamiento. Durante 16 días, circunavegó las islas británicas, hasta recalar en Lorient, Francia el 3 de febrero. Durante su primera patrulla, el U 505 no tuvo contacto con el enemigo, ni realizó ningún ataque.

### Segunda patrulla
El U 505 dejó Lorient el 11 de febrero dando inicio a su segunda patrulla. En 86 días viajó hacia el oeste, hundiendo sus cuatro primeros barcos. En menos de un mes, el U-505 hundió estos cuatro barcos: el inglés Benmohr, el noruego Sydhav, el norteamericano West Irmo, y el holandés Alphacca por un total de 25 041 t. El 18 de abril, el U 505 fue atacado por un avión aliado en medio del Atlántico, sufriendo ligeros daños.

### Tercera patrulla
El U 505 comenzó su tercera patrulla el 7 de junio de 1942, luego de dejar su puerto "hogar", Lorient. Hundió los buques estadounidenses Sea Thrush y Thomas McKean, y el colombiano Urious en el mar Caribe. Volvió a Lorient el 25 de agosto, tras 80 días de patrulla, sin recibir ningún ataque.
Su capitán, el Kptlt. Loewe fue transferido a prestar servicios en tierra debido a su estado de salud. Fue reemplazado por el Kptlt. Zschech.

### Cuarta patrulla
El U 505 fue enviado, en esta cuarta patrulla, hacia las costas del norte de Sudamérica. Dejó Lorient el 4 de octubre y hundió el buque británico Ocean Justice frente a las costas de Venezuela el 7 de noviembre. El 10 de noviembre, cerca de la colonia británica de Trinidad, el U 505 fue sorprendido en superficie por un avión para patrullas marítimas Lockheed Hudson del No. 53 Squadron, Royal Air Force, escuadrón 53.º de la aviación inglesa. El avión hizo un ataque de bajo nivel, lanzando una bomba de 250 libras (113,40 kg.), acertando justo sobre su cubierta, apenas por sobre su línea de flotación. La explosión de esta bomba mató a un oficial observador e hirió a otro que estaba en la torreta. También arrancó el arma antiaérea de la cubierta, dañando seriamente el casco de presión de la nave. Pero el avión fue alcanzado por un poco de metralla de la misma bomba que lanzó, y se estrelló en el océano cerca del U-505, muriendo sus tripulantes. Con las bombas inactivas y agua inundando la sala de máquinas por bastantes lugares, su capitán, Kptlt. Zschech, ordenó a la tripulación que abandone la nave, pero el personal técnico liderado por Otto Fricke, insistió en sus esfuerzos por salvar al submarino del naufragio. Finalmente, luego de casi dos semanas de trabajo, lograron hacerlo nuevamente navegable.
Tras enviar al oficial observador herido al U 462, submarino éste que no era de combate sino que era un submarino de apoyo y entrega de repuestos, mecánicos y suministros a los submarinos de combate, una clase de submarinos que sólo se usaron con ese propósito y fueron conocidos como Milchkuh o "vaca lechera", el U 505 regresó con dificultades a Lorient, en modo de velocidad reducida, ganando la distinción de "U-Boot más dañado en regresar a puerto".

### Patrullas abortadas
Tras seis meses en Lorient en reparaciones, el U 505 comenzó su quinta patrulla. Dejó Lorient el 1 de julio de 1943 pero volvió después de solamente 13 días, tras ser atacado por tres destructores británicos, que lo acecharon por 30 horas. El U 505 no fue severamente dañado en esta ocasión, pero debió regresar a Francia para reparaciones. Las siguientes cuatro patrullas del U 505 fueron todas abortadas tras apenas unos pocos días en el mar debido a fallos en el equipamiento y al sabotaje realizado por trabajadores franceses en el astillero que trabajaban para la Resistencia francesa, una organización secreta dedicada a resistir el control alemán y a hacer fracasar en lo posible su esfuerzo bélico. Los problemas encontrados fueron equipos eléctricos y radar saboteados, un agujero deliberadamente taladrado en un tanque de combustible diésel, y soldaduras defectuosas en partes reparadas por trabajadores franceses.
Esto sucedió tantas veces que se convirtió en motivo de bromas en la base de Lorient. En una ocasión, a la vuelta de una misión abortada, la tripulación vio una inscripción pintada en el área de amarre que decía: "U 505s Hunting Ground" (terreno de caza del U 505).
Al tiempo que muchos U-Boot eran hundidos, y muchos de sus tripulantes no volvían, comenzó a circular la broma sobre el capitán del U 505, el Kptlt. Zschech, de quien se decía: "Hay un capitán que siempre volverá... Zschech."

### Décima patrulla - El suicidio de Zschech
Luego de diez meses en Lorient, el U 505 finalmente salió en su décima patrulla por el Atlántico, buscando quebrar su mala suerte y levantar la decaída moral, pero el 24 de octubre de 1943, no demasiado después de ir por el Golfo de Vizcaya, el U 505 fue detectado por destructores ingleses, al este de Islas Azores y fue forzado a sumergirse y soportar un severo y largo ataque con cargas de profundidad.
Dando pruebas de la intensidad del ataque y de su propia inestabilidad, Zschech se quebró bajo la presión del momento y se suicidó en la sala de control del submarino, disparándose en la cabeza delante de su tripulación. El primer oficial, Paul Meyer, rápidamente tomó el mando, maniobró el submarino durante el resto del ataque y lo regresó a puerto con mínimos daños. Meyer no fue acusado por la Kriegsmarine frente a los hechos derivados del suicidio del capitán. Zschech fue el primer submarinista en la historia en suicidarse en inmersión a causa del estrés de un prolongado ataque con cargas de profundidad, y el primer, y probablemente el único, oficial que se quitó la vida mientras comandaba un buque de combate en plena batalla. Expertos en el tema especularon que se debió a baja moral y pésima influencia del personal al mando sobre la tripulación, evidenciada por estas series de fallas humillantes, como la falla en hundir deliberadamente el submarino antes de abandonarlo el día en que fue capturado por los norteamericanos, aunque esto lo han discutido luego miembros de la tripulación.

### Decimoprimera patrulla
Zschech fue reemplazado en el mando por Oblt. Harald Lange. La decimoprimera patrulla del U-505 comenzó en el día de Navidad de 1943. 
El submarino volvió nuevamente antes de lo previsto a Lorient el 2 de enero de 1944, luego de que rescatara a 33 miembros de la tripulación del barco torpedero alemán T 25, hundido el 28 de diciembre por cruceros británicos en el Golfo de Vizcaya.

## Decimosegunda patrulla y captura

### Grupo de tareas antisubmarinas
Ultra, un proyecto de inteligencia de desciframiento de mensajes alemanes, informó a los Aliados que había U-Boot operando cerca de Cabo Verde, pero no reveló exactamente su ubicación. La fuerza naval norteamericana antisubmarinos despachada, la "U.S. Navy Task Group 22.3", liderada por el capitán Daniel V. Gallery, que años después llegaría al grado de contraalmirante, consistía en el portaaviones al mando del mismo capitán Gallery, el "USS Guadalcanal (CVE-60}" y cinco destructores de escolta, bajo el mando del Frederick S. Hall: el USS Pillsbury (DE-133), el USS Pope (DE-134), el USS Flaherty (DE-135), el USS Chatelain (DE-149), y el USS Jenks (DE-665). El 15 de mayo de 1944, este grupo, conocido como "TG 22.3", navegó desde Norfolk, Virginia. Comenzando hacia finales de mayo, este grupo empezó a buscar los U-Boot en el área utilizando high-frequency direction-finding fixes ("Huff-Duff") y reconocimiento aéreo y de superficie.

### Detección y ataque
A las 11:09 del 4 de junio de 1944, TG 22.3 hizo contacto de SONAR (aparato que en sus comienzos se llamó ASDIC) con el U 505 en las coordenadas 21°30′N 19°20′O / 21.500, -19.333, aproximadamente 150 millas (241 km), mar adentro a la altura de las costas de Río de Oro, uno de los territorios del Sahara Español El contacto de SONAR fue solamente de 800 yardas (700 m) de la zona de estribor a proa del buque Chatelain. Los escoltas inmediatamente se movieron hacia el contacto, mientras el Guadalcanal se alejó y lanzó un caza F4F Wildcat que se unió a otro Wildcat y a un TBM Avenger que ya estaban en el aire.
El Chatelain estaba tan cerca del U 505 que sus cargas de profundidad no se hundían lo suficientemente rápido como para interceptar al U-Boot, entonces en lugar de usar cargas de profundidad optaron por disparar armas llamadas "Hedgehogs" antes de pasar al submarino y volver para hacer un ataque desde una posición de seguimiento, desde el cual usarían cargas de profundidad. Aproximadamente a esa hora, uno de los aviones vio al U 505 y disparó en el agua a su alrededor para marcar la posición donde el Chatelain soltaría sus cargas de profundidad. Inmediatamente luego de la detonación de las cargas de profundidad, se vio una larga mancha de aceite esparcida en el agua, y el piloto de caza avisó por radio: "Hay aceite en la superficie! El submarino está emergiendo!" Menos de siete minutos después, el primer ataque del Chatelain comenzó, el profundamente dañado U 505 emergió a aproximadamente 600 metros (700 yd) del Chatelain. Inmediatamente éste comenzó a disparar al U 505 con la artillería de la que disponía, uniéndose al ataque los otros barcos y los dos Wildcats.
Creyendo que el U 505 estaba severamente dañado, su capitán, el Oblt. Lange, ordenó a la tripulación abandonar la nave. Esta orden fue obedecida tan rápido que el proceso de abrir las válvulas para hundir el submarino y evitar que cayese en manos enemigas no fue completado, aunque algunas válvulas sí fueron abiertas correctamente para lograr tal propósito. Los motores se dejaron funcionando, pero con el timón dañado por las cargas de profundidad, el submarino giraba sin control hacia la derecha a una velocidad de aproximadamente 7 km/h. 
Viendo al U-Boot girando y creyendo que se preparaba para atacar, el capitán del Chatelain ordenó lanzarle un torpedo. El torpedo falló su objetivo, pasando delante del ahora abandonado U 505.

### Operación de rescate

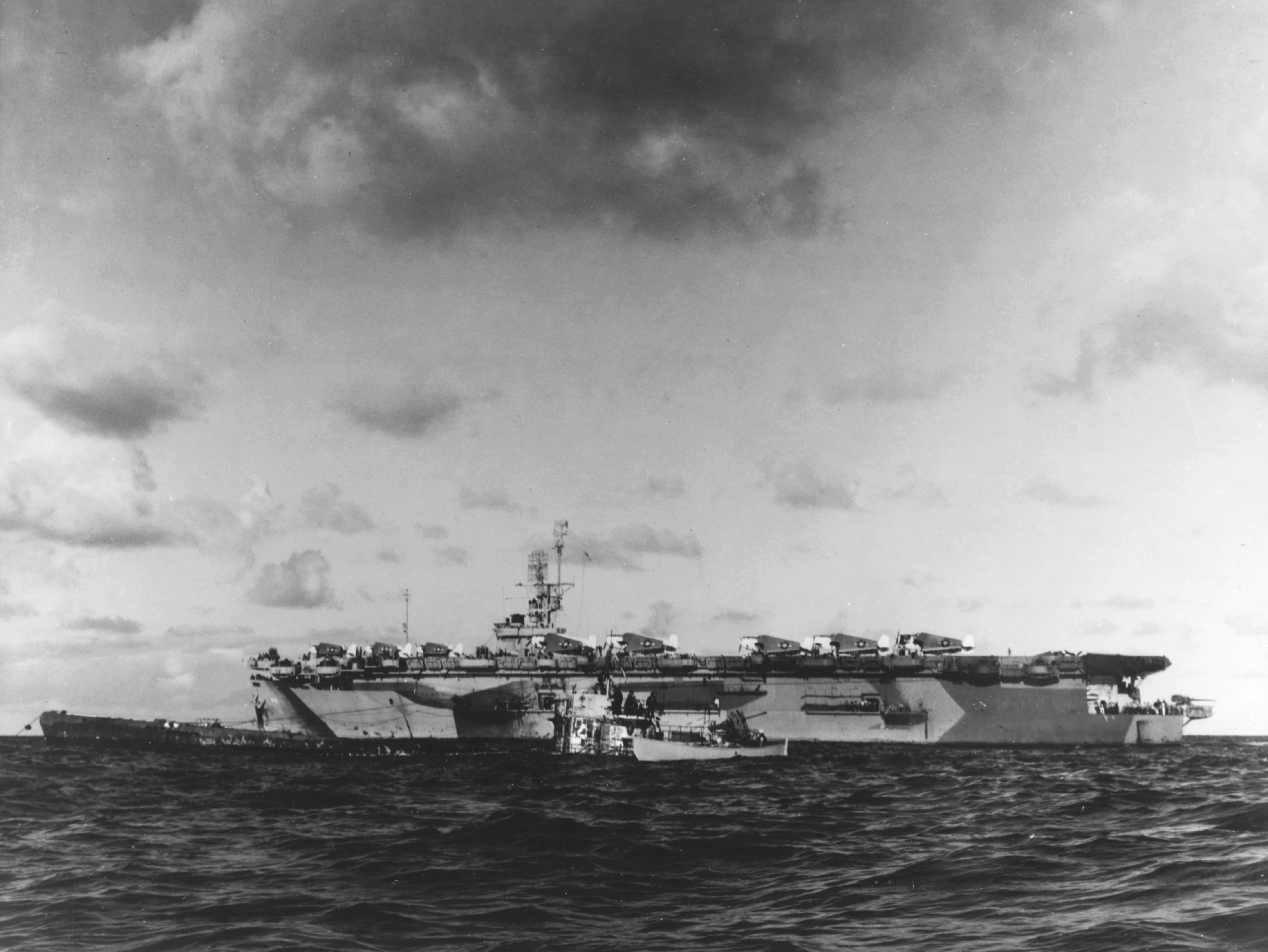
El portaaviones USS Guadalcanal al costado del capturado U-505

Mientras el Chatelain y el Jenks recogían supervivientes, un equipo de ocho personas destinadas a tal efecto del Pillsbury liderado por Albert David (Teniente Grado "Junior") entró al U 505 por la torreta. Había un hombre muerto en la cubierta, la única baja de la operación bélica, el U 505 se encontraba sin ninguna otra persona a bordo. El equipo de abordaje puso a seguro los libros de códigos y gráficos, cerró las válvulas abiertas por la tripulación para hundir el submarino y desarmó las cargas de demolición que la tripulación activara para destruirlo. Así lograron detener las entradas de agua y asegurar que el submarino continuara a flote, aunque de momento con su popa hundida en el agua. También detuvieron sus motores.
Mientras esto sucedía, el Pillsbury trató de llevar al submarino a remolque, pero solo logró chocar con él repetidamente y debió alejarse con tres compartimientos inundados. En su lugar, un segundo equipo de abordaje proveniente del Guadalcanal pudo colocar una línea de remolque entre el portaaviones y el U-Boot.
El comandante Earl Trosino, ingeniero en jefe del Guadalcanal, se unió al equipo de salvamento. Desconectó los diésel del U-505 de su motor eléctrico y lo embragó a las hélices. Esto hizo que cuando se empezó a remolcar al submarino sus hélices giraran con la corriente de agua transmitiendo el movimiento a los motores, que ahora actuaron como generadores eléctricos. Así consiguió cargar las baterías del U-505. Ya con energía en ellas, pudo poner a funcionar las bombas de agua, las que vaciaron el agua que entró al submarino con el intento de hundimiento hecho por su tripulación al abrir las válvulas. También sopló los tanques de balasto, haciendo recuperar la normal flotabilidad en superficie al U 505.
Tras tres días de remolque, el Guadalcanal entregó el U 505 al remolcador USS Abnaki (ATF-96). El lunes 19 de junio, U 505 ingresó a Port Royal Bay, Bermuda, tras recorrer 1700 millas (2740 km) a remolque.
Ésta fue la primera vez que la Armada Norteamericana capturó un buque enemigo desde la guerra de 1812. 58 prisioneros se tomaron en la captura del U 505, tres de los cuales estaban heridos, incluido el propio Lange, y sólo uno perdió la vida en la acción.
La tripulación del U 505 fue detenida  cerca de Ruston, Louisiana. Entre los guardias había miembros del equipo de baseball de la Armada Norteamericana. Estos guardias fueron reclutados de las ligas menores del baseball profesional, y antes habían estado en áreas de combate para entretener a las tropas. Ellos enseñaron a los tripulantes del U 505 a jugar.

## Desenlace
Los materiales cifrados capturados del U 505, incluyendo el código especial "coordinate", las disposiciones oficial y regular Offizier Enigma para junio de 1944, el libro de códigos "short weather", el libro de señales cortas y las "tablas bigram" tendrían efecto en julio y agosto respectivamente. 
Todo ese material del U 505 llegó a las instalaciones de desciframiento de códigos de Bletchley Park el 20 de junio de 1944. Ahora los Aliados  podían descifrar muchos de los mensajes y códigos Enigma mediante intensos criptoanálisis, incluyendo el uso de muchas máquinas electromecánicas descifradoras llamadas "bombes", adquiriendo la posibilidad de ahorrar mucho trabajo y tiempo, el que podía dedicarse a descifrar otros códigos. Esos códigos servirían nada más que hasta junio y luego tendrían un muy limitado final en el eventual quiebre del código enigma, pero hicieron que el trabajo a la larga fuera mucho más fácil.
El código "coordinate" fue usado en los mensajes alemanes como un agregado a la seguridad. Su captura permitió a los criptoanalistas aliados determinar mucho más precisamente los lugares donde operaban los U-Boot.[cita requerida] Los comandantes aliados enviaron grupos de tareas tipo "Hunter-Killer" (Cazador y asesino) a estas ubicaciones donde se sabía que había U-Boot y alejaron a los buques de esas ubicaciones otorgándoles nuevas rutas.
Como el U 505 fue capturado y remolcado en lugar de simplemente hundirlo luego de obtener de él los libros de códigos, se consideró que se había comprometido el secreto del sistema de claves alemán. El Jefe Naval estadounidense, Admiral King, consideró someter a corte marcial al capitán Gallery. Para proteger el secreto, la tripulación del U 505 fue aislada de los demás prisioneros de guerra; incluso la cruz roja tampoco tuvo acceso a ellos. Finalmente la Kriegsmarine declaró a la tripulación fallecida e informó a sus familiares. El último prisionero no fue devuelto sino hasta 1947.
Por liderar el equipo que abordó al submarino para capturarlo, LTJG David recibió la Medalla de Honor, única vez que fue entregada a un marinero en la Segunda Guerra Mundial. El torpedero de tercera clase Arthur W. Knispel y el operador de radio de segunda clase Stanley E. Wdowiak, el primer hombre que siguió a David dentro del submarino, recibió la Cruz de la Armada. El marinero de primera clase Earnest James Beaver, también integrante del equipo de abordaje, recibió la Estrella de Plata de la Armada. El comandante Earl Trosino recibió la Legion of Merit. El Capitán Gallery, quien concibió y llevó a cabo la operación, recibió la Medalla de Distinción Militar.
El grupo de tareas en su conjunto fue premiado con la Presidential Unit Citation. El almirante Royal E. Ingersoll, comandante en Jefe de la Flota del Atlántico, se refirió al grupo por su "destacada actuación en la lucha antisubmarina en el Atlántico Este el 4 de junio de 1944, cuando este grupo de tareas atacó, abordó y capturó el submarino alemán U 505 … El brillante logro de este grupo de tareas que detuvo, capturó y remolcó a una base estadounidense un buque enemigo moderno en combate en alta mar, no tiene precedentes en valor individual y grupal y cumplimiento del deber en la Marina de los Estados Unidos".
El U 505 fue mantenido en la base naval de Bermuda y estudiado intensamente por la ingeniería naval y la inteligencia. Algo de lo que se aprendió se incorporó en el diseño y construcción de submarinos diésel en la posguerra. Para crear la ilusión de que el submarino estaba hundido tras su captura, se le renombró por un tiempo como USS Nemo.

## Buque museo

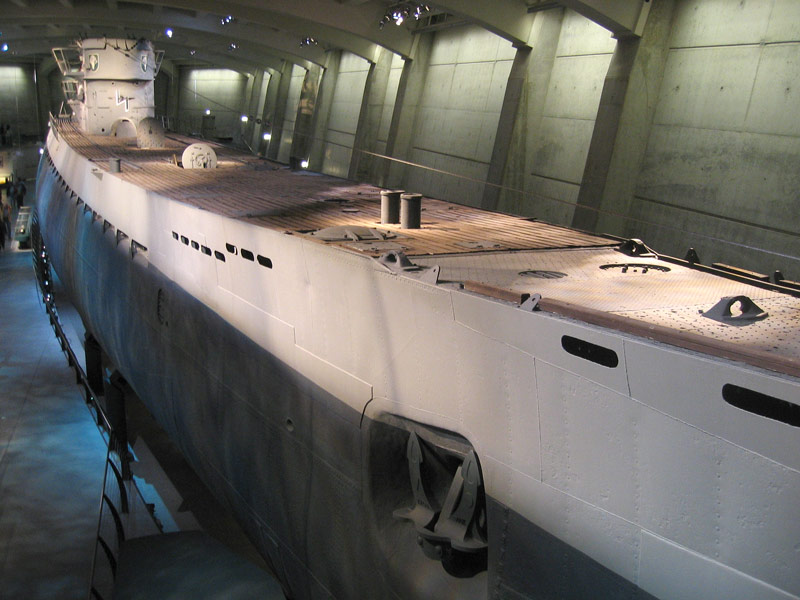
U-505 en el Museo de Ciencia e Industria (Chicago), IL

Tras la guerra, la Armada Norteamericana no encontraba utilidad al U 505. Había sido muy bien examinado en Bermuda, y ahora estaba amarrado y descuidado en un lugar llamado Portsmouth Navy Yard. Se había decidido usarlo como blanco de artillería y de torpedos hasta que se hundiera. Pero en 1946, Gallery, ahora Contraalmirante (Rear Admiral), le dijo a su hermano, un religioso sacerdote llamado John Gallery, acerca de este plan. El padre John se puso en contacto con el presidente del Museo de Ciencia e Industria de Chicago (MSI), Lenox Lohr, y le preguntó si le interesaba el U 505. MSI, fundado por el hombre de negocios de Chicago Julius Rosenwald, se trataba de un lugar donde se permitiera que el público comprendiera las ciencias y las cosas, y se tenía interés de sumar un submarino a lo exhibido, así que el hecho de que se les ofreciera el U-505 era ideal. En septiembre de 1954, U 505 fue donado a Chicago por el Gobierno estadounidense. Una suscripción pública consiguió recaudar $250 000 para transportar e instalar el submarino en el frente del museo. El 25 de septiembre de 1954, U 505 fue dedicado como una exhibición permanente y un recordatorio a todos los marinos que perdieron sus vidas en las dos Batallas del Atlántico en las dos guerras mundiales (1914-1918 y 1939-1945).
Cuando el U 505 fue donado al Museo, había estado en el Portsmouth Navy Yard por casi diez años, y muy mal conservado. Muchas partes y equipos fueron retirados del submarino, y no estaba en condiciones de ser exhibido.
El Almirante Gallery sugirió una solución al problema poco menos que insólita: tratar de conseguir los repuestos faltantes de sus fabricantes originales, en Alemania. Lohr se puso en contacto con ellos y les preguntó si era posible obtenerlos. Tal como el Almirante contara en su autobiografía, Eight Bells and All's Well, para su sorpresa, y la de las autoridades del museo, fue posible conseguir los repuestos y las compañías proveedoras los entregaron sin cargo alguno. Muchas cartas que los proveedores hicieron llegar junto con los repuestos decían: "Lamentamos que tengan nuestro U-Boot, pero viendo que lo van a conservar por bastantes años, queremos que se convierta en un crédito a la tecnología alemana".
En 1989, U 505 fue designado National Historic Landmark (Hito Histórico Nacional). Hacia 2004, el exterior del U-Boot había sufrido bastante daño por su exposición a la intemperie, por lo que en abril de 2004, el museo construyó un alojamiento para él bajo tierra, a cubierto de la intemperie y con clima controlado. Ahora ubicado allí, y protegido del mal clima, el restaurado U 505 reabrió al público el 5 de junio de 2005.

## Galería

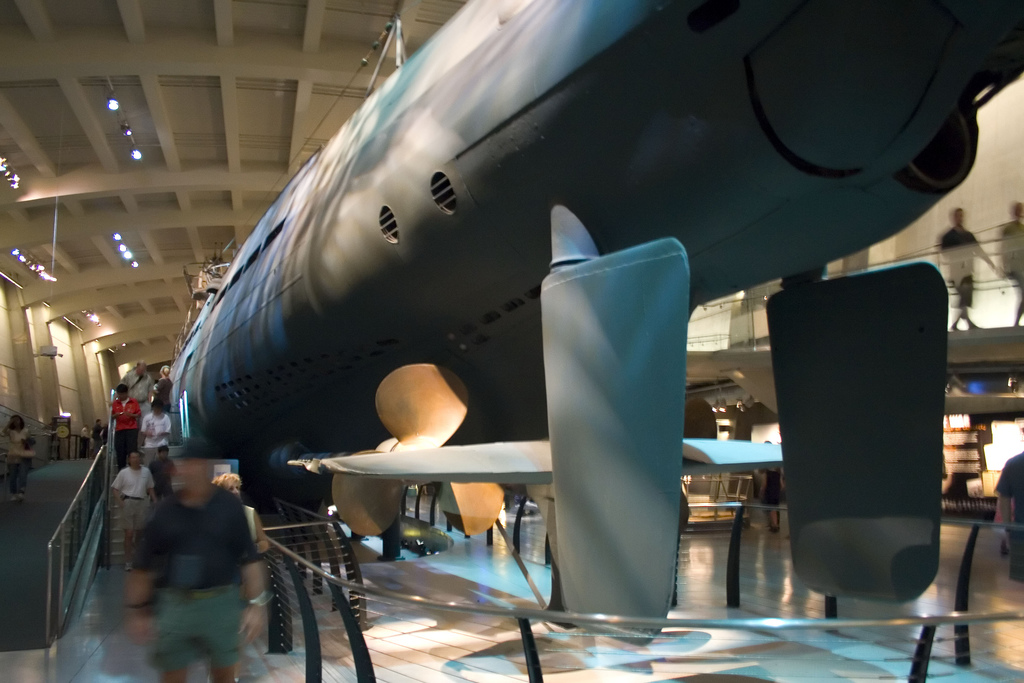
Casco, timones y planos de popa del U-505
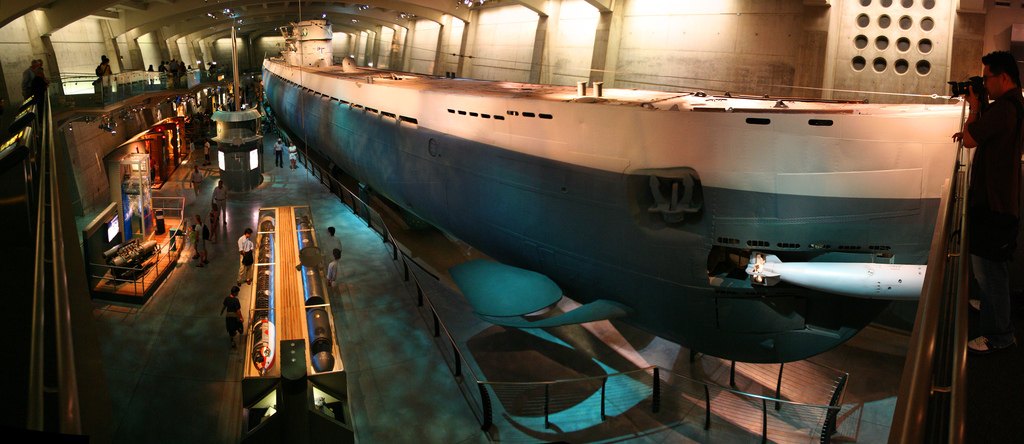
Fotografía de ángulo angosto del U-505 que muestra todo su costado.
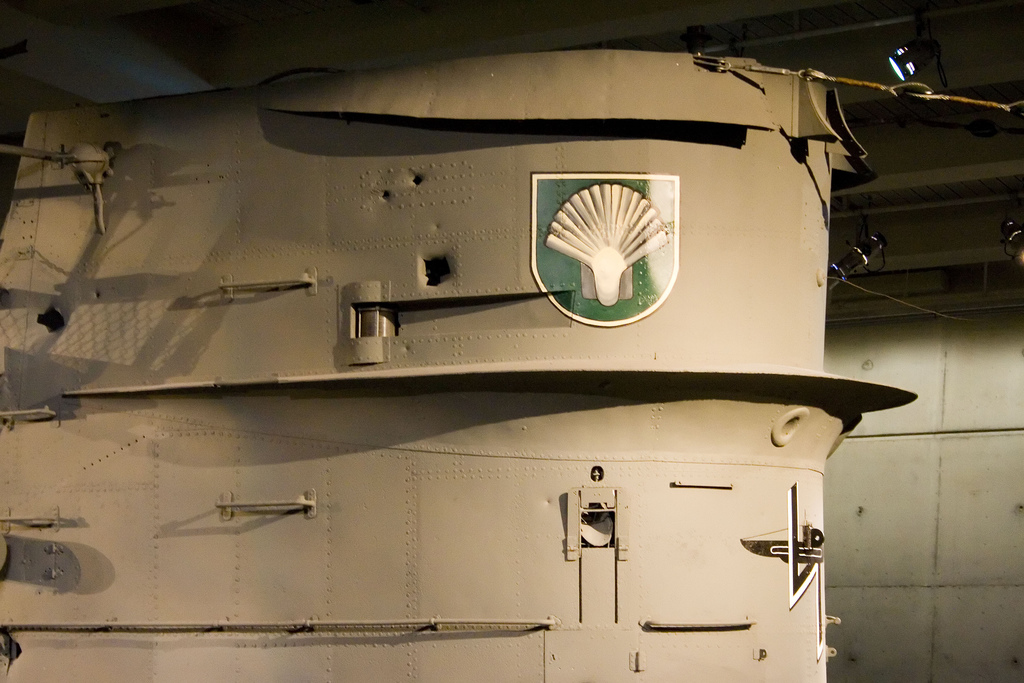
Torreta del U-505. En ella se ve la placa con el emblema de la flotilla a la que perteneció.

## Cultura popular
La historia de la tripulación capturada del U 505 se relató en el libro de Gary Moore, Playing with the Enemy: A Baseball Prodigy, a World at War, and a Field of Broken Dreams. Producción de una película, Playing with the Enemy, su lanzamiento se esperaba para el año 2011.
John Chatterton visitó y recorrió muchas veces el U 505 como parte de su entrenamiento para bucear en el entonces no identificado naufragio del U 869; esto le permitió ganar experiencia en submarinos y "sentir" el interior de un U-Boot "Type IX", y así mejorar la seguridad y productividad de cada inmersión.
El detective Dick Tracy, en la parte de la tira de historietas de un diario, en 2010, estaba en el Museo, y se ocultó de los villanos en un submarino que tenía la inscripción "505" en su torreta.

### Píes de página
1. 1 2 3 4 5  «U-505 Type IX». ubootwaffe.net. Archivado desde el original el 30 de marzo de 2009. Consultado el 15 de marzo de 2010.
2. 1 2 3 4  Helgason, Guðmundur. «U-505». U-Boat War in World War II. Uboat.net. Consultado el 15 de marzo de 2010.
3. ↑  «Historic Naval Ships Association - U505». Archivado desde el original el 14 de octubre de 2007.
4. ↑  Helgason, Guðmundur. «Patrol info for U-505 (First patrol)». U-Boat Patrols. Uboat.net. Consultado el 15 de marzo de 2010.
5. ↑  Helgason, Guðmundur. «Patrol info for U-505 (Second patrol)». U-Boat Patrols. Uboat.net. Consultado el 15 de marzo de 2010.
6. ↑  Helgason, Guðmundur. «Patrol info for U-505 (Third patrol)». U-Boat Patrols. Uboat.net. Consultado el 15 de marzo de 2010.
7. 1 2  Goebeler, Hans. Steel Boat, Iron Hearts: A U-boat Crewman’s Life Aboard U-505. Savas Beatie, 2005}}
8. ↑  Helgason, Guðmundur. «Patrol info for U-505 (Fourth patrol)». U-Boat Patrols. Uboat.net. Consultado el 15 de marzo de 2010.
9. ↑  Helgason, Guðmundur. «Patrol info for U-505 (Fifth patrol)». U-Boat Patrols. Uboat.net. Consultado el 15 de marzo de 2010.
10. ↑  Helgason, Guðmundur. «Patrol info for U-505 (Sixth patrol)». U-Boat Patrols. Uboat.net. Consultado el 15 de marzo de 2010.
11. ↑  Helgason, Guðmundur. «Patrol info for U-505 (Seventh patrol)». U-Boat Patrols. Uboat.net. Consultado el 15 de marzo de 2010.
12. ↑  Helgason, Guðmundur. «Patrol info for U-505 (Eighth patrol)». U-Boat Patrols. Uboat.net. Consultado el 15 de marzo de 2010.
13. ↑  Helgason, Guðmundur. «Patrol info for U-505 (Ninth patrol)». U-Boat Patrols. Uboat.net. Consultado el 15 de marzo de 2010.
14. ↑  Gallery, 2001, p. 203
15. ↑  Gallery, 2001, p.213
16. ↑  Helgason, Guðmundur. «Patrol info for U-505 (Tenth patrol)». U-Boat Patrols. Uboat.net. Consultado el 15 de marzo de 2010.
17. ↑  No fue el primero en quebrarse bajo la tensión del momento, no obstante. Blair, en Silent Victory, registra un "skipper" americano quebrándose, también.
18. ↑  Helgason, Guðmundur. «Patrol info for U-505 (Eleventh patrol)». U-Boat Patrols. Uboat.net. Consultado el 15 de marzo de 2010.
19. 1 2 3 4 5 6 7 8 9 10 11 12  «Capture of U-505 on 4 June 1944». Naval Heritage and History Command. Archivado desde el original el 8 de abril de 2010. Consultado el 16 de marzo de 2010.
20. ↑  Gallery, 2001, pp. 354-356.
21. ↑  Gallery, 2001, p. 354.
22. 1 2  Gallery, 2001, pp. 294-295.
23. ↑  Andrews, Lewis M. (2004). Tempest, Fire and Foe. Trafford Publishing. p. 78.
24. ↑  Moore, Gary W. "Playing with the Enemy: A Baseball Prodigy, a World at War, and a Field of Broken Dreams", 2006, pp. 107-168, ISBN 1-932714-24-3
25. 1 2  Hugh Sebag-Montefiore, "Enigma: Battle for the Code", 2000, p. 342, ISBN 0-7538-1130-8
26. ↑  Sebag-Montefiore, 2000, p. 343.
27. ↑  McCurtie, Francis E. Jane's Fighting Ships of World War II, 2001, p. 290.
28. ↑  Gallery, Daniel V. Eight Bells and All's Well, 1965, p. 248, Library of Congress Catalog Card No. 65-18021.
29. ↑  «U-505 (German Submarine)». National Historic Landmark summary listing. National Park Service. Archivado desde el original el 12 de febrero de 2012. Consultado el 11 de junio de 2008.
30. ↑  «Playing with the Enemy». imdb.com. Consultado el 28 de octubre de 2010.
31. ↑  Kurson, Robert. "Shadow Divers", 2004, ISBN 0-375-76098-9
32. ↑  Locher, Dick; Brozman, Jim (10 de junio de 2010). «Dick Tracy - June 10, 2010». Houston Chronicle. Consultado el 14 de junio de 2010.